# U.C. Sampdoria
Unione Calcio Sampdoria SpA je talijanski drugoligaš iz Genove. Klub je osnovan 12. kolovoza 1946. spajanjem dvaju već postojećih klubova, Sampierdarenese i Andrea Doria. Trenutno se natječu u Seriji B. Boje momčadi su plava, bijela, crvena i crna. Sampdoria igra na stadionu Luigi Ferraris, koji prima 33.205 gledatelja. Stadion dijele s drugim genovskim klubom, Genoa 1893. 
Sampdoria je scudetto osvojila 1991., a to i do danas ostaje njihov jedini put da su to postigli. U Coppi su bili uspješni čak 4 puta (1985., 1988., 1989., i 1995.). Također su osvojili i Kup pobjednika kupova 1990. Sampdoria je 1992. bila u finalu Lige prvaka, no poraženi su od Barcelone 1:0 nakon produžetaka.
Od tog događaja Sampdoria nije imala veći uspjeh u posljednjem desetljeću. U sezoni 2004./05. Sampdoria je osvojila 5. mjesto i izborila nastup u Kupu UEFA. No iste te sezone "za dlaku" su izgubili 4. mjesto i nastup u Ligi prvaka od Udinesea. Njihov nastup u Kupu UEFA bio je loš, završili su 4. u skupini od 5. U Skupini C imali su 5 bodova koje su zaradili jednom pobjedom, dvama izjednačenim rezultatima i porazom.

## Uspjesi

### Domaći uspjesi
Serie A:
- Prvak (1): 1990./91.

Coppa Italia:
- Prvak (4): 1984./85., 1987./88., 1988./89., 1993./94.

### Europski uspjesi
Kup pobjednika kupova:
- Prvak (1): 1989./90.
- Osvajač (1): 1988./89.

Kup prvaka:
- Finalist (1): 1991./92. (finale)

## Poznati igrači
Italija
- Francesco Antonioli 2003. – 2006.
- Gianfranco Bedin 1974. – 1978.
- Emiliano Bonazzoli 2005. – 2006., 2006. – 2009.
- Sergio Brighenti 1960. – 1963.
- Antonio Cassano 2007. – 2011.
- Luca Castellazzi 2005. – 2010.
- Paolo Castellini 2011. – 2012., 2012. – 2014.
- Enrico Chiesa 1988. – 1989., 1992. – 1993., 1995. – 1996.
- Aimo Diana 2003. – 2006.
- Francesco Flachi 1999. – 2007.
- Andrea Gasbarroni 2005. – 2006.
- Marcello Lippi 1969., 1970. – 1978.
- Attilio Lombardo 1989. – 1995., 2001. – 2002.
- Roberto Mancini 1982. – 1997.
- Aurelio Milani 1958. – 1960.
- Vincenzo Montella 1997. – 1999.
- Gianluca Pagliuca 1987. – 1994.
- Angelo Palombo 2002. – 2017.
- Giampaolo Pazzini 2009. – 2011.
- Giuseppe Signori 1997. – 1998.
- Gianluca Vialli 1984. – 1992.
- Pietro Vierchowod 1983. – 1995.
- Christian Vieri 2006.
- Roberto "Bob" Vieri 1966. – 1969.
- Walter Zenga 1994. – 1996.
- Fabio Quagliarella 2006. – 2007., 2016. – 2023.
- Cristian Zenoni 2003. – 2005., 2005. – 2008.

Engleska
- Danny Dichio 1997. – 1998.
- Trevor Francis 1982. – 1985.
- David Platt 1993. – 1995.
- Lee Sharpe 1998.
- Des Walker 1992. – 1993.

Argentina
- Ernesto Cucchiaroni 1959. – 1963.
- Ariel Ortega 1998. – 1999.
- Sergio Romero 2011. – 2015.
- Juan Sebastián Verón 1996. – 1998.

Srbija
- Zoran Jovičić 1998. – 2003.
- Vladimir Jugović 1992. – 1995.
- Nenad Krstičić 2008. – 2016.
- Siniša Mihajlović 1994. – 1998.
- Todor Veselinović 1961. – 1962.
- Bratislav Živković 1998. – 2004.

Francuska
- Alain Boghossian 1997. – 1998.
- Christian Karembeu 1995. – 1997.

Hrvatska
- Krunoslav Jurčić 2001. – 2002.

Njemačka
- Hans-Peter Briegel 1986. – 1988.
- Jürgen Klinsmann 1997. – 1998.

Nizozemska
- Ruud Gullit 1993. – 1994., 1994. – 1995.
- Clarence Seedorf 1996. – 1997.

Brazil
- Toninho Cerezo 1986. – 1992.
- Doriva 1999. – 2000.

Irska
- Liam Brady 1982. – 1984.

Kamerun
- François Omam-Biyik 1997. – 1998.

Litva
- Marius Stankevičius 2008. – 2011.

Škotska
- Graeme Souness 1984. – 1986.

Švedska
- Lennart Skoglund 1959. – 1962.

Slovenija
- Srečko Katanec 1989. – 1994.

Španjolska
- Luis Suárez 1970. – 1973.

Urugvaj
- Rubén Olivera 2006. – 2007.